# Gioffré
Gioffré è un cognome di lingua italiana.

## Varianti
Giofré, Giuffré, Giuffrì, Iofrida e Iorfida, Giuffrida, Giaffréda e Gianfréda, Giaffrédo, Giuffréda e Giuffrédi, Gioffrédi e Gioffréda, Gioffrédo, Goffrédi, Goffrédo; ma anche Chiaffrino, Godi, Godo, Juffrida e Gottifrédi.

## Origine e diffusione
La genesi comune è riconducibile al nome proprio di persona Goffredo (originariamente Gottifrédo), di derivazione germanica, attestato - sin dall'alto Medio Evo - in diverse forme che rinviano tutte ad una etimologia data dal germanico *gudha- (in tedesco Gott e in inglese God) "Dio", unito a *frithu- (in tedesco Friede) "pace, amicizia" e, pertanto, con un significato originario, che potrebbe essere: "[colui che è in] pace, amicizia con Dio, di Dio".
Le fonti più risalenti sono quelle longobardiche del VII e dell'VIII secolo dalla cui tradizione emergono le due forme Godefrit(us) e Godefrid(us). La tradizione successiva è quella francone, attestata, nell'VIII e nel IX secolo, nella forma Godafrid(us). Su entrambe si sedimenta, poi, quella francese antica, in principio, nella forma Godefroy o Godfroy, non ancora palatalizzata e, successivamente, dall'XI secolo, soprattutto nel Sud con la presenza normanna e angioina, e nel Nord Ovest per i contatti diretti con la Provenza e la Francia, nelle forme già palatalizzate (ġ- > ğ) Geoffroy, Geoffré, Jauffred e Jaufré, che in Italia, tra il XI ed il XII secolo, diventano Joffredus, Jaufredus e Jaufré, da cui, nel Nord, Gioffrédo e, nel Sud, Gioffréda o Giuffrida, Gioffré o Giuffré e Giuffrì.
Il tipo originario Goffrédo, classificabile di medio rango, è molto frequente al Sud (prevalentemente in Sicilia). Rara al Centro-Nord la variante Godi. Chiaffrino lo si trova, invece, in Piemonte. Gioffré, Giuffré (su modello del francese medievale Jaufré) e il dialettizzato Giuffrida sono frequenti e specifici del Sud (Giuffré in Campania e Giuffrida in Sicilia). I pochi Gottifredi della Lombardia sono presenti prevalentemente nel Comasco e nel Lecchese.

## Curiosità storiche
La fama del nome Goffredo è collegata anche alla figura di Goffredo di Buglione, il conquistatore di Gerusalemme. Per quanto concerne la variante Giuffré, si rinvia al poeta provenzale del XII secolo Jaufré Rudel dal quale trasse ispirazione, fra gli altri, anche Giosue Carducci da questi chiamato Giaufré.

## Personaggi illustri
Considerando tutte le varie forme e varianti, tra gli omonimi famosi, ritroviamo:
- Pietro Gioffre (XV sec.), condottiero e politico;
- Antonino Giuffré, o Jufré (1493-1543), pittore;
- Denis Godefroy o Dionisio/Dionigi Gotofredo (1549-1622), giurista francese;
- Denis Godefroy o Dionisio/Dionigi Gotofredo (1615-1681), storico francese;
- Pietro Gioffredo (1629-1692), storico;
- Mario Gioffredo (1718-1785), architetto e trattista;
- Vincenzo Giuffrida Ruggeri (1872-1921), antropologo;
- Vincenzo Giuffrida (1881-1940), politico;
- Antonino Giuffrè (1902-1964), editore;
- Anthony Bruno Gioffre (1907-1996), avvocato e politico statunitense;
- Gianna Giuffrè (1916-1998), attrice, cantante e soubrette;
- Jimmy Giuffre (1921-2008), compositore e musicista statunitense;
- Aldo (1924-2010) e il fratello Carlo Giuffré (1928-2018), attori;
- Adriana Giuffrè (1939-), attrice.
- Giuseppe Giofrè, ballerino.

## Araldica
Tra le varianti, si rinvia al motto dei Godi: "Fulgor et ordor" [Bagliore e ardimento]; invece, riferiti ai Gottifredi sono: "Nihil interest quomodo solvatur" [Non importa il modo di risolvere i problemi (ma riuscirvi)] e "Divo Jove auctore sequimur acta patrum" [Col favore del dio Giove, calchiamo le orme dei padri].